# Eredivisie (calcio femminile)
L'Eredivisie è la massima serie del campionato olandese femminile di calcio ed è posto sotto l'egida della KNVB. La prima stagione fu nel 2007 e fu disputata per cinque edizioni consecutive. Nel 2012 fu interrotta perché fu istituito un campionato unificato belga-olandese, la BeNe League. Nel 2015 dopo sole tre stagioni la BeNe League fu soppressa e l'Eredivisie introdotta nuovamente. Vi partecipano dodici squadre. Alla stagione 2023-24 l'Eredivisie è il decimo campionato di calcio femminile in Europa per competitività, secondo il ranking stilato dall'UEFA.

## Storia
L'Eredivisie fu fondata nel 2007, sostituendo la Hoofdklasse come massima serie del campionato olandese femminile di calcio. Alla prima stagione presero parte sei squadre: ADO Den Haag, AZ Alkmaar, Heerenveen, Utrecht, Twente e Willem II. La cerimonia inaugurale si tenne il 29 agosto 2007 ad Enschede prima dell'inizio della prima partita tra l'Heerenveen e il Twente, finita 3-2 per le frisoni. La prima edizione fu vinta dall'AZ Alkmaar, che si confermò nelle due stagioni successive.
Il 1º marzo 2008 fu annunciato che dalla stagione 2008-2009 alle sei squadre si sarebbe aggiunto anche il Roda. La presenza del Roda in Eredivisie durò una sola stagione, poiché al termine del campionato 2008-2009 si ritirò per problemi finanziari. Dopo un'annata di nuovo con sei squadre per la stagione 2010-2011 fu annunciato l'ingresso di due nuove squadre, il PEC Zwolle e il VVV-Venlo. Dopo tre anni di dominio dell'AZ il campionato fu vinto dal Twente dopo un testa a testa con l'ADO Den Haag.
Sul finire di febbraio 2011 iniziarono le consultazioni per decidere il futuro della Eredivisie. Fu deciso che dalla stagione 2011-2012 le partite di campionato si sarebbero giocate di venerdì e non più di giovedì. Furono discusse le quote di accesso alla Eredivisie per ciascuna squadra e la gestione delle calciatrici durante il mercato. Inoltre, fu comunicato che dalla stagione 2011-2012 l'AZ Alkmaar e il Willem II non avrebbero preso parte al campionato. Al loro posto fu ammesso il Telstar, portando così a sette il numero di squadre partecipanti alla stagione 2011-2012. Nell'agosto 2011 il Twente comunicò la decisione di iniziare a pagare direttamente le proprie calciatrici, diventando la prima squadra olandese a farlo.
Nel febbraio 2012, seguendo quanto già fatto due mesi prima dalla federazione belga, la federazione olandese annunciò l'istituzione della BeNe League, il campionato misto belga-olandese. Nel 2015 dopo sole tre stagioni si concluse questo campionato misto, poiché le squadre olandesi e la federazione olandese non si accordarono sull'aspetto finanziario della partecipazione delle squadre alle successive stagioni della BeNe League. Di conseguenza, entrambe le federazioni decisero di chiudere la BeNe League e di tornare all'organizzazione dei rispettivi campionati nazionali.
L'Eredivisie tornò nella stagione 2015-2016 con sette squadre partecipanti e due esordi rispetto alle prime cinque stagioni, l'Ajax e il PSV.

## Formato
La formula del campionato è un girone all'italiana di 12 squadre con ciascuna squadra che affronta le altre due volte per un totale di 22 giornate, con apertura a settembre e conclusione a maggio. Il sistema di assegnazione del punteggio prevede 3 punti per la squadra vincitrice dell'incontro, 1 punto a testa in caso di pareggio e nessun punto per la squadra sconfitta. La prime due classificate accedono alla UEFA Women's Champions League della stagione successiva. Non sono previste retrocessioni.

## Squadre

### Organico attuale
All'edizione 2024-2025 partecipano le seguenti 12 squadre:
- ADO Den Haag
- Ajax
- AZ Alkmaar
- Excelsior
- Feyenoord
- Fortuna Sittard
- Heerenveen
- PEC Zwolle
- PSV
- Telstar
- Twente
- Utrecht

### Riassunto
Sono 17 le squadre ad aver partecipato alle 15 stagioni di Eredivisie disputate dal 2007-08 al 2011-12 e dal 2015-16 in poi (in grassetto le squadre militanti nella stagione 2024-25):
- 15 volte: ADO Den Haag, Heerenveen, Twente
- 12 volte: PEC Zwolle
- 10 volte: Ajax, PSV
- 8 volte: Excelsior/Barendrecht ed Excelsior
- 7 volte: Utrecht
- 6 volte: AZ Alkmaar, Telstar,
- 5 volte: VV Alkmaar
- 4 volte: Willem II, Feyenoord
- 3 volte: Achilles '29, Fortuna Sittard
- 2 volte: VVV-Venlo
- 1 volta: Roda

## Albo d'oro
- 2007-2008:  AZ Alkmaar (1º)
- 2008-2009:  AZ Alkmaar (2º)
- 2009-2010:  AZ Alkmaar (3º)
- 2010-2011:  Twente (1º)
- 2011-2012:  ADO Den Haag (1º)
- 2015-2016:  Twente (2º)
- 2016-2017:  Ajax (1º)
- 2017-2018:  Ajax (2º)
- 2018-2019:  Twente (3º)
- 2019-2020: Non assegnato[16]
- 2020-2021:  Twente (4º)
- 2021-2022:  Twente (5º)
- 2022-2023:  Ajax (3º)
- 2023-2024:  Twente (6º)
- 2024-2025:  Twente (7º)

## Statistiche

### Vittorie per squadra
| Squadra      | Titoli | Anni                                     |
| ------------ | ------ | ---------------------------------------- |
| Twente       | 7      | 2011, 2016, 2019, 2021, 2022, 2024, 2025 |
| AZ Alkmaar   | 3      | 2008, 2009, 2010                         |
| Ajax         | 3      | 2017, 2018, 2023                         |
| ADO Den Haag | 1      | 2012                                     |